# Équation de Kuramoto–Sivashinsky

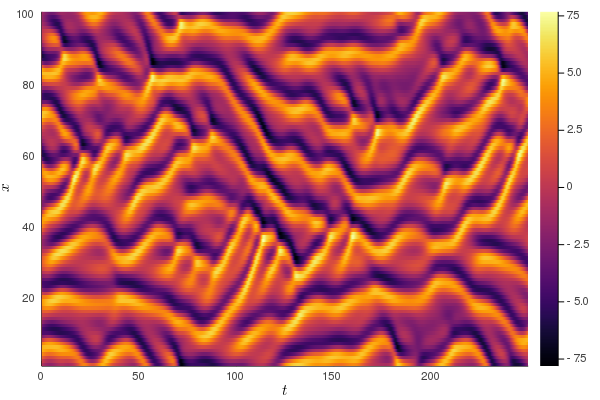
Diagramme espace-temps d'une solution de l'équation de Kuramoto–Sivashinsky.

L'équation de Kuramoto–Sivashinsky est une équation aux dérivées partielles non linéaire du quatrième ordre modélisant l'instabilité thermo-diffusive dans un front de flamme laminaire. Son nom vient de Yoshiki Kuramoto et Gregori Sivachinski qui ont dérivé l'équation à la fin des années 1970,,. Elle a été ultérieurement et indépendamment dérivée par G. M. Homsy et A. A. Nepomnyashchii en 1974, en relation avec la stabilité du film liquide sur un plan incliné et par R. E. LaQuey et al. en 1975 en relation avec l'instabilité des ions piégés. L'équation de Kuramoto–Sivashinsky est connue pour son comportement chaotique,.

## Définition
La version unidimensionnelle de l'équation de Kuramoto–Sivashinsky est :
{\displaystyle u_{t}+u_{nn}+u_{nnnn}+{\frac {1}{2}}u_{n}^{2}=0}
Elle s'écrit également sous une autre forme :
{\displaystyle v_{t}+v_{nn}+v_{nnnn}+vv_{n}=0}
Celle-ci obtenue en différenciant par rapport à {\displaystyle n} et en substituant {\displaystyle v=u_{n}}. Il s'agit de la forme utilisée dans les applications de dynamique des fluides.
L'équation de Kuramoto–Sivashinsky peut également être généralisée à des dimensions supérieures. Dans les domaines périodiques spatialement, une possibilité est :
{\displaystyle u_{t}+\Delta u+\Delta ^{2}u+{\frac {1}{2}}|\nabla u|^{2}=0}
où {\displaystyle \Delta } est l'opérateur de Laplace et {\displaystyle \Delta ^{2}} est l'opérateur biharmonique.

## Propriétés
Le problème de Cauchy pour l'équation de Kuramoto–Sivashinsky 1D est un problème bien posé au sens de Hadamard, c'est-à-dire que pour des données initiales données {\displaystyle u(n,0)}, il existe une solution unique {\displaystyle u(n,0\leq t<\infty )} qui dépend continuement des données initiales.
L'équation 1D de Kuramoto–Sivashinsky possède une invariance galiléenne, c'est-à-dire que si {\displaystyle u(n,t)} est une solution, alors {\displaystyle u(n-ct,t)-c} l'est aussi, où {\displaystyle c} est une constante arbitraire. Physiquement, puisque {\displaystyle u} est une vitesse, ce changement de variable décrit une transformation en un référentiel qui se déplace avec une vitesse relative constante {\displaystyle c}. Dans un domaine périodique, l'équation possède aussi une symétrie plane : si {\displaystyle u(n,t)} est une solution, alors {\displaystyle -u(-n,t)} est aussi une solution.

## Solutions

Orbite périodique relative pour l'équation de Kuramoto–Sivashinsky avec des conditions aux limites périodiques pour une taille de domaine. Après un certain temps, le système revient à son état initial, seulement légèrement translaté (~4 unités) vers la gauche. Cette solution particulière a trois directions instables et trois directions marginalement stables.

Les solutions de l'équation de Kuramoto-Sivashinsky possèdent de riches caractéristiques dynamiques,,. Considérée sur un domaine périodique {\displaystyle 0\leq n\leq L}, la dynamique subit une série de bifurcations à mesure que la taille du domaine {\displaystyle L} augmente, aboutissant à l'apparition d'un comportement chaotique. Selon la valeur de {\displaystyle L}, les solutions peuvent inclure des équilibres, des équilibres relatifs et des ondes progressives, qui deviennent généralement tous dynamiquement instables à mesure que {\displaystyle L} augmente. En particulier, la transition vers le chaos se produit par une cascade de bifurcations à doublement de période.

## Équation de Kuramoto–Sivashinsky modifiée

### Équations dispersives
Un terme de dérivée du troisième ordre représentant la dispersion fréquencielle est souvent rencontré dans de nombreuses applications. L'équation de Kuramoto–Sivashinsky modifiée de manière dispersive, souvent appelée équation de Kawahara est donnée par :
{\displaystyle u_{t}+u_{nn}+\delta _{3}u_{nnn}+u_{nnnn}+uu_{n}=0}
où {\displaystyle \delta _{3}} est un paramètre réel. Un terme de dérivée du cinquième ordre est également souvent inclus, qui est l'équation de Kawahara modifiée et est donnée par :
{\displaystyle u_{t}+u_{nn}+\delta _{3}u_{nnn}+u_{nnnn}+\delta _{5}u_{nnnnn}+uu_{n}=0.}

### Équations du sixième ordre
Trois formes des équations de Kuramoto–Sivashinsky du sixième ordre sont rencontrées dans les applications impliquant des points tricritiques (en). Elles sont données par :
{\displaystyle {\begin{aligned}u_{t}+qu_{nn}+u_{nnnn}-u_{nnnnnn}+uu_{n}&=0,\quad q>0,\\u_{t}+u_{nn}-u_{nnnnnn}+uu_{n}&=0,\\u_{t}+qu_{nn}-u_{nnnn}-u_{nnnnnn}+uu_{n}&=0,\quad q>-1/4\\\end{aligned}}}
dans laquelle la dernière équation est appelée équation de Nikolaïevski, du nom de V. N. Nikolaevsky qui a introduit l'équation en 1989,,, alors que les deux premières équations ont été introduites par P. Rajamanickam et J. Daou dans le contexte des transitions proches des points tricritiques.

## Applications
Les applications de l’équation de Kuramoto–Sivashinsky s’étendent au-delà de son contexte d’origine de propagation de flamme et de systèmes de réaction–diffusion. Ces applications supplémentaires incluent les écoulements dans les conduites et aux interfaces, les plasmas, la dynamique des réactions chimiques et les modèles de surfaces pulvérisées par des ions,.